# Alphonsea javanica
Alphonsea javanica är en kirimojaväxtart som beskrevs av Rudolph Herman Scheffer. Alphonsea javanica ingår i släktet Alphonsea och familjen kirimojaväxter. Inga underarter finns listade i Catalogue of Life.